# فلويد ريد
فلويد ريد (بالإنجليزية: Floyd Reid)‏ هو لاعب كرة قدم أمريكية أمريكي، ولد في 4 سبتمبر 1927 في بريدجتون في الولايات المتحدة، وتوفي في 14 مارس 1994.